# 訥穆爾公爵

## 埃夫勒家族，1404年 - 1504年
- 纳瓦拉的查理, 兼纳瓦拉国王（1361年–1425年）
- 埃萊奧諾爾·德·波旁（法语：Éléonore de Bourbon-La Marche） （1425年–1462年）
- 雅克·德·阿马尼亚克（1462年–1477年）
- confiscated from Jacques at his execution for treason in 1477年; returned to his son Jean in 1484
- 讓·阿馬尼亞克 （內穆爾公爵）（英语：Jean d'Armagnac, Duke of Nemours） （1484年–1500年）
- 路易·阿馬尼亞克 （內穆爾公爵）（英语：Louis d'Armagnac, Duke of Nemours）（1500年–1503年）
- 瑪格麗特·阿馬尼亞克 （內穆爾女公爵） （1503年）
- 夏洛特·阿馬尼亞克 （內穆爾女公爵） （1503年–1504年）

夏洛特是埃夫勒的碧翠絲的最後一個後裔，於1504年去世，無子嗣。

## 内穆尔公爵，1507年 - 1512年
- 訥穆爾公爵加斯東·德·富瓦（1507年-1512年）

## 美第奇家族，1515年 - 1524年
- 朱利亚诺·德·美第奇 （1515年-1516年），1515年娶菲莉贝尔塔
- 菲莉貝爾塔·德·薩伏伊（法语：Philippe de Savoie-Nemours） （1516年-1524年）

## 萨伏伊家族, 1524年 - 1659年
- 路易斯·德·薩伏伊 (內穆爾女公爵) (1476年-1531年) (1528年，訥穆爾公國轉封給她的弟弟；作為交換，她獲得奧弗涅公國)
- 菲利浦·德·薩伏伊 (內穆爾公爵)(第一)（英语：Philip, Duke of Nemours） (1490年-1533年)
- 雅克·德·薩伏伊 (內穆爾公爵)(第二)（英语：Jacques de Savoie, Duke of Nemours） (1531年-1585年)
- 查理·埃曼紐爾·德·薩伏伊 (內穆爾公爵)(第三)（英语：Charles Emmanuel de Savoie, Duke of Nemours） (1567年-1595年)
- 亨利·德·薩伏伊 (內穆爾公爵)(第四)（英语：Henri I, Duke of Nemours） (1572年-1632年)
- 路易·德·薩伏伊 (內穆爾公爵)(第五)（英语：Louis I, Duke of Nemours） (1615年-1641年)
- 查理·阿梅代·德·薩伏伊 (內穆爾公爵)(第六) (1624年-1652年)
- 亨利·德·薩伏伊 (內穆爾公爵)(第七)（英语：Henri II, Duke of Nemours） (1652年-1659年)

## 奥尔良家族, 1672年 - 1830年
- 腓力一世·德·波旁 (奥尔良和内穆尔公爵) (1640年-1701年)
- 腓力二世·德·波旁 (奥尔良和内穆尔公爵) (1674年-1723年), 1715到1723年任法国摄政
- 路易·德·波旁 (奥尔良和内穆尔公爵)(第三) (1703年-1752年)
- 路易·腓力一世·德·波旁 (奥尔良和内穆尔公爵)(第四) (1725年-1785年)
- 路易·腓力二世·德·波旁 (奥尔良和内穆尔公爵)(第五) (1747年-1793年)
- 路易·腓力三世·德·波旁 (奥尔良和内穆尔公爵)(第六) (1793年-1830年) (1830成为法国国王称路易-腓力一世)

## 奥尔良王朝的訥穆爾公爵
- 路易·奥尔良 (1814年–1896年)
- 查理·奧爾良（英语：Prince Charles Philippe, Duke of Nemours） (1905年–1970年)